# Texella mulaiki
Texella mulaiki is een hooiwagen uit de familie Phalangodidae.